# Алі Бенарбія
Алі Бенарбія (араб. علي بن عربية, нар. 8 жовтня 1968, Оран) — алжирський футболіст, що грав на позиції півзахисника.
Виступав, зокрема, за клуб «Монако», а також національну збірну Алжиру.
Дворазовий чемпіон Франції. Володар Суперкубка Франції.

## Клубна кар'єра
Народився 8 жовтня 1968 року в алжирському місті Оран, немовляв переїхав з родиною до Франції. Вихованець футбольної школи клубу «Мартіг». Дорослу футбольну кар'єру розпочав 1987 року в основній команді того ж клубу, в якій провів вісім сезонів, взявши участь у 227 матчах чемпіонату. 
Своєю грою за цю команду привернув увагу представників тренерського штабу клубу «Монако», до складу якого приєднався 1995 року. Відіграв за команду з Монако наступні три сезони своєї ігрової кар'єри. Більшість часу, проведеного у складі «Монако», був основним гравцем команди. Виборов з «Монако» свій перший титул чемпіона Франції.
Згодом з 1998 по 2005 рік грав у складі команд клубів «Бордо», «Парі Сен-Жермен», англійського «Манчестер Сіті» та катарського «Аль-Райяна». У складі «Бордо» в сезоні 1998–99 удруге став чемпіоном Франції. Того ж 1999 року був визнаний Футболістом року у Франції.
Завершив професійну ігрову кар'єру в катарському клубі «Катар СК», за команду якого виступав протягом 2005—2006 років.

## Виступи за збірну
2000 року дебютував в офіційних матчах у складі національної збірної Алжиру. Протягом кар'єри у національній команді, яка тривала усього 2 роки, провів у формі головної команди країни 9 матчів.

## Титули і досягнення

### Командні
- Чемпіон Франції (2):

«Монако»:  1996–97
«Бордо»:  1998–99
- Володар Суперкубка Франції (1):

«Монако»:  1997

### Особисті
- Футболіст року у Франції (1):

1999